# Leptecophylla brassii
Leptecophylla brassii är en ljungväxtart som först beskrevs av Hermann Sleumer och som fick sitt nu gällande namn av Carolyn M. Weiller.
Leptecophylla brassii ingår i släktet Leptecophylla och familjen ljungväxter. Inga underarter finns listade i Catalogue of Life.